# Paolo Grassi
Paolo Grassi (geboren 30. Oktober 1919 in Mailand; gestorben 14. März 1981 in London) war ein italienischer Theaterintendant.

## Leben
Paolo Grassi besuchte das Liceo classico Giuseppe Parini und beteiligte sich in dieser Zeit an freien Theatergruppen. Er wurde 1941 als Soldat eingezogen und desertierte nach der italienischen Kapitulation 1943 zur Resistenza. Nach dem Krieg schrieb er Artikel für die sozialistische Zeitung Avanti! Mit seiner Frau Nina Vinchi Grassi und seinem Freund Giorgio Strehler gründete er 1947 das Piccolo Teatro di Milano, das sich zum ersten staatlich finanzierten Theater mit einem festen Ensemble (teatro stabile) in Italien entwickelte. Dank der Regiearbeit Strehlers wurde das Theater europaweit eingeladen.
Grassi, der ab 1968 das Piccolo Teatro alleine leitete, wurde 1972 zum Intendanten der Mailänder Scala berufen. Danach war Grassi von 1977 bis 1980 Direktor des italienischen Staatsfernsehens RAI. 1980 ging er zum Verlag Electa. Grassi hielt sich 1981 in London zu einer Herzoperation auf, bei der er starb.

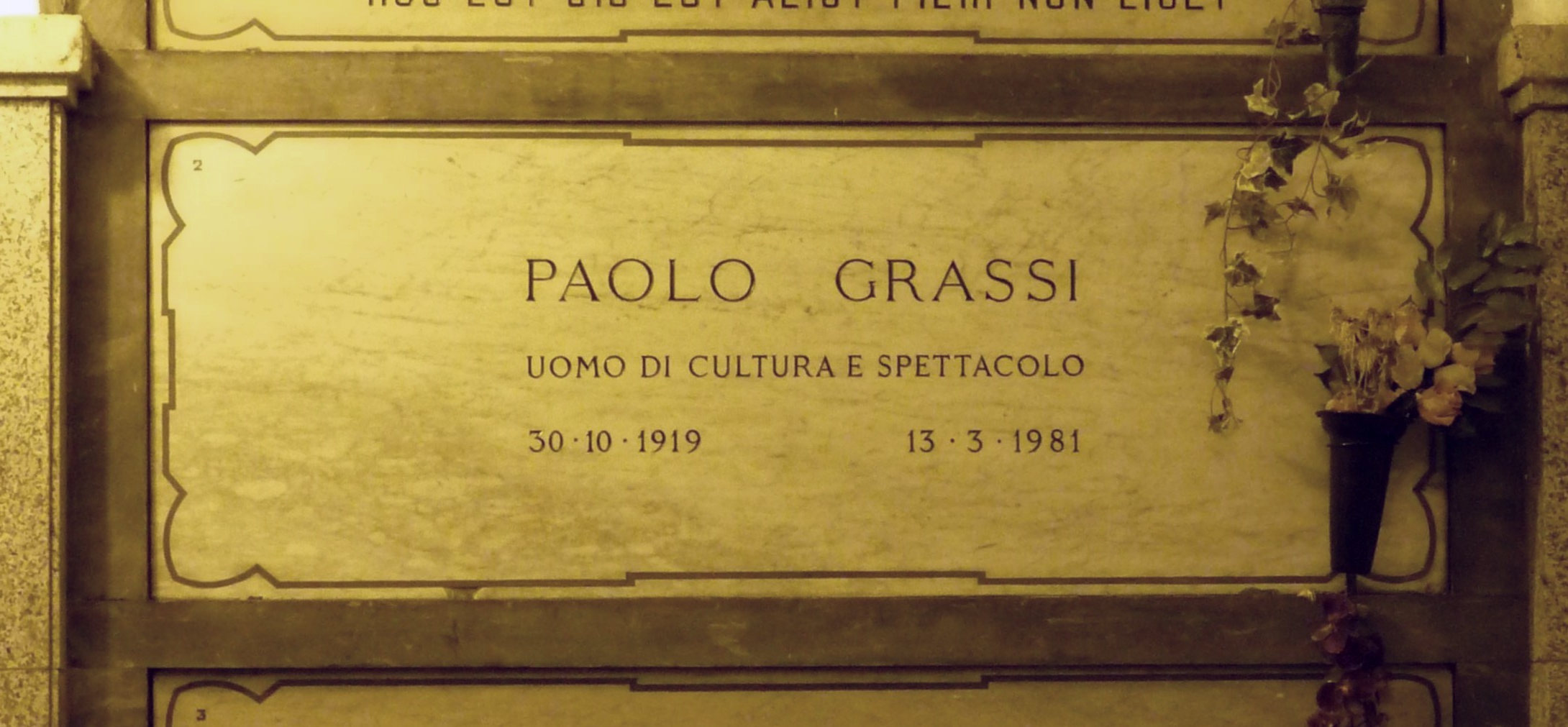
Grabplatte im Civico Mausoleo Palanti auf dem Cimitero Monumentale Mailand

Grassi erhielt 1976 den Verdienstorden der Italienischen Republik.  Die Theaterakademie „Scuola d'arte drammatica Paolo Grassi“ in Mailand ist nach ihm benannt.

## Schriften (Auswahl)
- Emilio Pozzi (Hrsg.): Quarant’anni di palcoscenico. Mailand : Mursia, 1977
- Guido Vergani (Hrsg.): Paolo Grassi. Lettere 1942–1980. Mailand : Skira, 2004
- Carlo Fontana, Valentina Garavaglia (Hrsg.): Il coraggio della responsabilità: scritti per l'Avanti, 1945–1980. Mailand : Skira, 2009